# Campeonato nacional de Estados Unidos 1895
Lista de los campeones del Campeonato nacional de Estados Unidos de 1895:

## Senior

### Individuales masculinos
Fred Hovey vence a  Robert Wrenn, 6–3, 6–2, 6–4

### Individuales femeninos
Juliette Atkinson vence a  Helen Hellwig, 6–4, 6–2, 6–1

### Dobles masculinos
Malcolm Chace /  Robert Wrenn vencen a  Clarence Hobart /  Fred Hovey,  7–5, 6–1, 8–6

### Dobles femeninos
Helen Hellwig /  Juliette Atkinson vencen a  Elisabeth Moore /  Amy Williams, 6–2, 6–2, 12–10

### Dobles mixto
Juliette Atkinson /  Edwin P. Fischer vencen a  Amy Williams /  Mantle Fielding, 4–6, 8–6, 6–2
| Predecesor: 1894                         | Campeonato nacional de Estados Unidos 1895 | Sucesor: 1896                         |
| Predecesor: Campeonato de Wimbledon 1895 | Grand Slam 1895                            | Sucesor: Campeonato de Wimbledon 1896 |

- Datos: Q2620209